# Tivenys
Tivenys è un comune spagnolo di 898 abitanti situato nella comunità autonoma della Catalogna.